# Zwevegem Sport
VC K. Zwevegem Sport is een Belgische voetbalclub uit Zwevegem. De club is aangesloten bij de KBVB met stamnummer 3521 en heeft rood en wit als kleuren. Zwevegem speelde in zijn bestaan een kwarteeuw in de nationale reeksen.

## Geschiedenis
In augustus 1940 werd 'Witte Kaproenen Zwevegem' opgericht. In 1942 veranderde de club haar naam in 'Voetbalclub Zwevegem Sport', dat zich in 1945 aansloot bij de Belgische Voetbalbond en in de laagste gewestelijke afdelingen startte. Vanaf 1953 speelde Zwevegem in Eerste Provinciale, het hoogte provinciaal niveau. In 1958 pakte men er de titel en zo bereikte de club voor het eerst door naar de nationale Vierde Klasse.
Zwevegem kon zich handhaven in Vierde Klasse. In 1962 werd de club kampioen werd en promoveerde naar de Derde Klasse. Zwevegem kende er een goede jaren onder trainer Robert Lemaitre. In zijn debuutseizoen haalde de ploeg een vierde plaats, een resultaat dat in 1966 werd herhaald. In 1970 strandde men echter op de laatste plaats. Na acht seizoenen ging de club terug naar de Vierde Klasse.
Het volgend decennium wist Zwevegem Sport zich handhaven in Vierde Klasse. De club eindigde regelmatig bovenin, en behaalde enkele tweede, derde en vierde plaatsen. Een nieuwe promotie lukte echter niet. In 1983 strandde de club uiteindelijk op een voorlaatste plaats. Na 25 jaar nationaal voetbal degradeerde Zwevegem weer naar de provinciale reeksen.
De jaren 1980 bleef Zwevegem Sport met wisselende resultaten in de hoogste provinciale klasse spelen. In 1993 pakte de club er de titel en promoveerde men weer naar de nationale Vierde Klasse. Daar eindigde men echter bij de laatsten. Zwevegem moest naar de eindronde, verloor er van Londerzeel SK, en zakte zo in 1994 na een jaartje weer naar Eerste Provinciale. Eind jaren 1990 tuimelde de club zelfs twee maal voor een seizoen naar Tweede Provinciale. In 2003 slaagde Zwevegem er nog eens in te promoveren naar Vierde Klasse, na een eindrondewinst tegen SK Eernegem. Opnieuw duurde dit verblijf maar een jaar en ging de club verder in de provinciale reeksen.
Tegen het einde van het seizoen 2017-2018 kwam het voortbestaan van de club in gevaar en nam een nieuwe raad van bestuur, aangevuld met enkele enthousiaste vrijwilligers, het roer over. Tom Desmet werd de nieuwe voorzitter. In het eerste seizoen onder het nieuwe bestuur (2018-2019) speelde Zwevegem Sport tot de laatste speeldag mee voor een eindrondeticket. In 2024 werd de club kampioen en zette het opnieuw de stap naar Eerste Provinciale, in eerste jaar werd men derde en speelde in de interprovinciale eindronde.

## Resultaten
| Seizoen | Klasse | Klasse | Klasse | Klasse | Klasse | Klasse | Klasse | Klasse | Reeks             | Punten | Opmerkingen                                                                 |
|         | I      | II     | III    | IV     | P.I    | P.II   | P.III  | P.IV   |                   |        |                                                                             |
| ------- | ------ | ------ | ------ | ------ | ------ | ------ | ------ | ------ | ----------------- | ------ | --------------------------------------------------------------------------- |
| 2003/04 |        |        |        | 14     |        |        |        |        | Vierde Klasse A   | 27     |                                                                             |
| 2004/05 |        |        |        |        | 5      |        |        |        | Eerste Prov. W-Vl | 49     |                                                                             |
| 2005/06 |        |        |        |        | 16     |        |        |        | Eerste Prov. W-Vl | 6      |                                                                             |
| 2006/07 |        |        |        |        |        | 10     |        |        | Tweede Prov. W-Vl | 40     |                                                                             |
| 2007/08 |        |        |        |        |        | 3      |        |        | Tweede Prov. W-Vl | 57     |                                                                             |
| 2008/09 |        |        |        |        |        | 2      |        |        | Tweede Prov. W-Vl | 61     | stijgt naar 1e prov. na winst in eindronde tegen SV De Ruiter en VK Avelgem |
| 2009/10 |        |        |        |        | 10     |        |        |        | Eerste Prov. W-Vl | 39     |                                                                             |
| 2010/11 |        |        |        |        | 9      |        |        |        | Eerste Prov. W-Vl | 40     |                                                                             |
| 2011/12 |        |        |        |        | 8      |        |        |        | Eerste Prov. W-Vl | 47     |                                                                             |
| 2012/13 |        |        |        |        | 14     |        |        |        | Eerste Prov. W-Vl | 28     |                                                                             |
| 2013/14 |        |        |        |        | 10     |        |        |        | Eerste Prov. W-Vl | 32     |                                                                             |
| 2014/15 |        |        |        |        | 10     |        |        |        | Eerste Prov. W-Vl | 38     |                                                                             |
| 2015/16 |        |        |        |        | 12     |        |        |        | Eerste Prov. W-Vl | 31     | daalt naar 2de prov. door 3 West-Vlaamse dalers uit vierde klasse           |

| Seizoen | Klasse | Klasse | Klasse | Klasse | Klasse | Klasse | Klasse | Klasse | Klasse | Reeks               | Punten | Opmerkingen                                                                                                   |
|         | 1      | 1B     | 1 Am   | 2 Am   | 3 Am   | P1     | P2     | P3     | P4     |                     |        | |
| ------- | ------ | ------ | ------ | ------ | ------ | ------ | ------ | ------ | ------ | ------------------- | ------ | --- |
| 2016/17 |        |        |        |        |        |        | 6      |        |        | Tweede Prov. W-Vl   | 45     | |
| 2017/18 |        |        |        |        |        |        | 9      |        |        | Tweede Prov. W-Vl   | 40     | |
| 2018/19 |        |        |        |        |        |        | 8      |        |        | Tweede Prov. W-Vl   | 40     | |
| 2019/20 |        |        |        |        |        |        | 13     |        |        | Tweede Prov. W-Vl   | 29     | competitie werd na 25 speeldagen stilgelegd omwille van Covid-19                                              |
| 2020/21 |        |        |        |        |        |        | -      |        |        | Tweede Prov. W-Vl   | -      | competitie werd na 6 speeldagen stilgelegd omwille van Covid-19, geen eindklassement, geen stijgers en dalers |
| 2021/22 |        |        |        |        |        |        | 5      |        |        | Tweede Prov. W-Vl   | 52     | eindronde: Zw. Sp. - Deerlijk: 0-0 / Deerlijk - Zw. Sp.: 4-0                                                  |
| 2022/23 |        |        |        |        |        |        | 7      |        |        | Tweede Prov. W-Vl   | 48     | |
| 2023/24 |        |        |        |        |        |        | 1      |        |        | Tweede Prov. W-Vl B | 72     | Kampioen |
| 2024/25 |        |        |        |        |        | 3      |        |        |        | Eerste prov. W.-Vl. | 54     | interprovinciale eindronde: Huldenberg - Zw. Sp.: 4-0                                                         |
| 2025/26 |        |        |        |        |        |        |        |        |        | Eerste prov. W.-Vl. |        | |

## Trainers
- 2006-2012  Ronny Verriest
- 2012-2013  David Colpaert
- 2013-2014  Lionel Ladon
- 2014-2015  Lionel Ladon,  Christophe Bostoen
- 2015-2020  Christophe Bostoen
- 2021-...  Frederic Calu